# Liste der Bodendenkmale in Vielitzsee
Die Liste der Bodendenkmale in Vielitzsee enthält alle Bodendenkmale der brandenburgischen Gemeinde Vielitzsee und ihrer Ortsteile auf der Grundlage der Landesdenkmalliste vom 31. Dezember 2020.
Die Baudenkmale sind in der Liste der Baudenkmale in Vielitzsee aufgeführt.
| Gemarkung         | Flur | Kurzansprache | Bodendenkmalnummer | Bemerkung | Bild |
| ----------------- | ---- | --- | ------------------ | --------- | ---- |
| Seebeck (Lage)    | 1    | Dorfkern deutsches Mittelalter, Kirche Neuzeit, Grab Neuzeit, Dorfkern Neuzeitr                                                                                        | 100302             |           |      |
| Strubensee (Lage) | 1, 2 | Siedlung slawisches Mittelalter, Kirche Neuzeit, Dorfkern Mittelalter, Kirche deutsches Mittelalter, Dorfkern Neuzeit                                                  | 100301             |           |      |
| Strubensee (Lage) | 3    | Siedlung slawisches Mittelalter, Siedlung deutsches Mittelalter | 70236              |           |      |
| Vielitz (Lage)    | 4, 5 | Friedhof Neuzeit, Siedlung slawisches Mittelalter, Dorfkern Neuzeit, Kirche Neuzeit, Kirche deutsches Mittelalter, Dorfkern deutsches Mittelalter, Siedlung Bronzezeit | 100303             |           |      |